# Wotanismo
Il Wotanismo o Wuotanismo (nome derivato da Wotan, termine tradizionale germanico utilizzato come nome di Odino) indicava, in seno alla Ariosofia e in altri movimenti esoterici germanici tra la fine del XIX secolo e la prima metà del XX secolo, un'ipotetica religione ancestrale germanica. Dalla fine del XIX secolo indica un nuovo movimento religioso annoverabile tra l'Etenismo; in contrapposizione ad altri movimenti eteni come l'Ásatrú, pone particolare enfasi al concetto dell'appartenenza etnica, avendo adottato una dottrina spiccatamente suprematista.

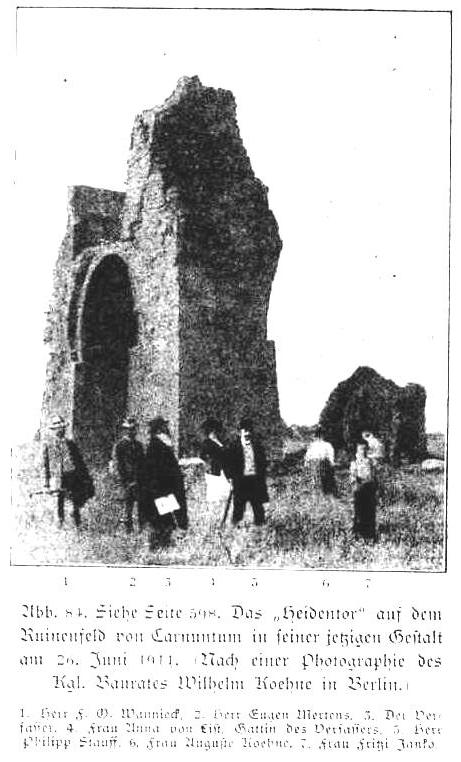
"Pellegrinaggio armanista" all'arco pagano di Carnunto, compiuto da Guido von List (il terzo da sinistra) nel giugno 1911 in uno dei luoghi che riteneva associati al culto di Wotan.

## Storia
Il termine Wotanismo è derivato dal nome tradizionale teutonico del dio Odino e fu utilizzato inizialmente da Guido von List nella sua interpretazione ariosofica della storia germanica.  Nella ricostruzione del complesso magico-religioso degli antichi Germani (che von List denomina "Wihinei"), il distacco dalla lingua originaria e dell’adozione delle varie lingue volgari da essa derivanti secondo von List ebbe come conseguenza la scissione della conoscenza tradizionale in due dottrine separate: quella esoterica insegnata agli iniziati ("armanismo") e quella exoterica di facile comprensione, fondata sul mito e sull'antropomorfizzazione degli dei, per il popolo (che von List denomina “Wotanismo”).
Tale termine fu successivamente ripreso da Karl Maria Wiligut in quale lo utilizzò per indicare parimenti un'ipotetica religione ancestrale germanica, ma nata dall'Irminismo e a essa contrapposta; le teorie di Wiligut ebbero una notevole influenza su Heinrich Himmler e sul misticismo nazista.
L'utilizzo più noto del termine Wotanismo è però nel saggio del 1936 di Carl Gustav Jung intitolato proprio Wotan, nella quale elabora il concetto di "spirito del popolo" e la sua teoria dell'inconscio collettivo. Jung, osservando come le divinità germaniche possano essere considerate la manifestazione dello spirito stesso del popolo germanico, intravede l'archetipo Wotan personificato nella figura di Adolf Hitler.
Dagli anni '90 del XX secolo indica dei gruppi di estrema destra operanti negli Stati Uniti, i quali sostengono la supremazia della razza bianca e il nazionalismo bianco. Inoltre, Wotan è usato anche come acronimo dello slogan Will of the Aryan Nation (letteralmente "volontà della nazione ariana").
Uno dei maggiori esponenti fu David Eden Lane, un neonazista americano e ideatore delle quattordici parole, perno dei credi principali del nazionalismo bianco. La sua interpretazione nacque come riforma protestante e razzista dell'Odinismo.

## Gruppi wotanisti
Tra i vari gruppi wotanisti si possono trovare la Dichiarazione Gambanreidi, il Popolo di Wotan ("Wotansvolk") e il Tempio di Wotan (il cui nome, sostituito in seguito a una recente riforma, riprende quello di un libro scritto da Ron McVan). Le ultime due organizzazioni citate seguono la linea dottrinale tracciata da David Lane, dalla moglie Katja Lane e da Ron McVan, un ex membro di spicco del creativismo, un movimento cristiano fondamentalistico, razzista e suprematista. Il Popolo di Wotan e il Tempio di Wotan sono conosciuti per il fatto di avere istituito dei kindred in alcune prigioni nordamericane. Il più noto è il Popolo di Wotan, fondato nel 1994 e definito come "la più grande minaccia terroristica all'interno della nostra nazione". Nel 2001 esistevano dei gruppi pagani carcerari legati al Popolo di Wotan in tutti gli Stati Uniti.
Nelle ricerche di Mattias Gardell è riportato che una risorgenza pagana è in atto presso gli incarcerati e ci sono stati casi di vere e proprie conversioni di massa delle popolazioni di intere prigioni al Wotanismo. Il Tempio di Wotan negli anni 2000 si è riassettato rinominandosi come Alleanza nazionale dei kindred carcerari (acronimizzato spesso in NPKA, derivato dall'inglese National Prison Kindred Alliance) e, sempre secondo Gardell, le sue attività all'interno delle prigioni sarebbero più efficaci di quelle delle istituzioni antagoniste odiniste e asatruar, in particolare l'Odinic rite e l'Alleanza Asatruar. Il gruppo femminile Sigrdrifa, che ha centri affiliati in tutti gli Stati Uniti e in Canada, ha attivato un programma speciale intitolato Wotanismo nelle carceri. In un'intervista sul ruolo dei gruppi razzisti ed estremisti in generale nelle prigioni americane, è stato avallato il fatto che in tali ambienti carcerari il Wotanismo abbia più successo rispetto alle religioni pacifiche odinista e asatruar proprio per la sua tendenza alla violenza, che viene largamente accettata dai carcerati.

## Dottrina
La religione wotanista lega elementi tratti dall'antico paganesimo germanico (così come ricostruito dagli esponenti del movimento völkisch), dal misticismo nazista e da una dottrina teologica di tipo dualistico in parte di ispirazione cristiana e in parte proprio del gnosticismo ariosofico di Guido von List.
Nei loro scritti, McVan e Lane hanno dichiarato che il Wotanismo (più specificatamente il Wotansvolk) si propone di "raggiungere le profondità del passato ancestrale" per "riconnettersi con le radici della razza ariana" in ordine di recuperare la "coscienza del popolo" quale "la voce intima dell'anima ariana, che unisce l'infinito passato con l'infinito futuro".
Lane è anche l'autore di ottantotto precetti e dello slogan delle quattordici parole a proposito e in generale atti a preservare la razza ariana.
Per la sua enfasi sulle radici ariane il Wotanismo è radicalmente diverso rispetto alla maggior parte dei movimenti eteni, tuttavia viene considerato come parte di essi per il suo ispirarsi all'antico paganesimo germanico. Le differenze hanno generato spesso antagonismi e scontri tra i membri dell'etenismo pacifico e i wotanisti; molti degli aderenti dell'Odinismo e dell'Ásatrú hanno infatti esplicitamente rigettato gli ideali suprematisti del wotanismo e di qualsiasi dottrina razzistica e razzialistica.
Dal punto di vista prettamente dottrinale, il Wotanismo si distingue dalle altre correnti etene per la sua assimilazione di concetti tipicamente abramitici — e cristiani in particolare, ispirandosi anche dagli archetipi di Jung. Di qui il Wotanismo trae la dicotomia dualistica della sua teologia, che distingue ciò che è bene da ciò che è male incarnando questi due principi nella duplice schiera in cui sono divise le divinità wotaniste. Per questo dualismo si accomuna all'ariosofia a cui in parte si ispira e si discosta completamente da non solo tutte le altre religioni etene, ma anche dalle religioni neopagane in generale, dato che in quanto queste ultime si presentano come fortemente relativistiche, non ammettono in alcun modo tale concezione dualistica. I coniugi David Lane e Katja Lane oltre che Ron McVan hanno spesso esplicitato la loro contrapposizione con l'etenismo, non approvando la mancata militanza delle altre tradizioni.